# Colias christina
Colias christina is een vlindersoort uit de familie van de Pieridae (witjes), onderfamilie Coliadinae.
Colias christina werd in 1863 beschreven door W. Edwards.